# Jacek Bierkowski
Jacek Marek Bierkowski (Ruda Śląska, 17 de abril de 1948) es un deportista polaco que compitió en esgrima, especialista en la modalidad de sable. Ganó tres medallas en el Campeonato Mundial de Esgrima entre los años 1975 y 1981, y una medalla en el Campeonato Europeo de Esgrima de 1981.

## Palmarés internacional
| Campeonato Mundial | Campeonato Mundial         | Campeonato Mundial | Campeonato Mundial |
| Año                | Lugar                      | Medalla            | Prueba             |
| ------------------ | -------------------------- | ------------------ | ------------------ |
| 1975               | Budapest (Hungría)         | Medalla de plata   | Sable individual   |
| 1979               | Melbourne (Australia)      | Medalla de bronce  | Sable por equipos  |
| 1981               | Clermont-Ferrand (Francia) | Medalla de bronce  | Sable por equipos  |
| Campeonato Europeo |                            |                    |                    |
| Año                | Lugar                      | Medalla            | Prueba             |
| 1981               | Foggia (Italia)            | Medalla de plata   | Sable individual   |